# توماس براون والاس
توماس براون والاس (بالإنجليزية: Thomas Browne Wallace)‏ هو سياسي بريطاني (وحمل سابقاً جنسية المملكة المتحدة لبريطانيا العظمى وأيرلندا)، ولد في 1865، وتوفي في 1951. في الانتخابات الفرعية في مجلس العموم البريطاني ‏، انتخب عضو برلمان المملكة المتحدة الـ31 عن دائرة West Down (UK Parliament constituency) ‏ (5 يوليو 1921 – 1 أكتوبر 1921).